# Clytus madoni
Clytus madoni là một loài bọ cánh cứng trong họ Cerambycidae.